# Life Is Peachy
A Life Is Peachy a Korn amerikai nu metal együttes második stúdióalbuma. Az Immortal/Epic Records kiadó adta ki 1996. október 15-én, és kétszeres platinalemez minősítést ért el az USA-ban a RIAA szerint.

## Album információk
Az albumnak sötétebb a hangzása mint az előzőnek, és sokkal több benne a kísérletezés, hogy megtalálják a saját stílusukat. Több szokatlan téma és hangzás hallható a lemezen. A Korn később kiadott egy videóanyagot (Who Then Now?), mely azt mutatta be, miképp készült a Life Is Peachy. Később ez megtalálható volt a Korn második DVD-jén (Deuce).
A "No Place to Hide" című számot 1998-ban jelölték a Grammy-re ("Best Metal Performance" kategóriában). Ez volt a második grammy jelölése a Kornnak.

## Fogadtatás
A Life Is Peachy sokfajta kritikát kapott.
Az album a 3. helyen debütált a Billboard 200-on. 106 000 db-ot adtak el a megjelenést követő héten, a kevés tv és rádió figyelem ellenére. Ma már több mint 2 milliót adtak el az USA-ban.
Q magazin: 3/5 (3/02 137. o.) "Nyersebb, keményebb mint az áttörő debütáló albumuk"

## Számlista
1. Twist – 0:49
2. Chi – 3:54
3. Lost – 2:55
4. Swallow – 3:38
5. Porno Creep – 2:01
6. Good God – 3:20
7. Mr. Rogers – 5:10
8. K@#Ø%! – 3:02
9. No Place to Hide – 3:31
10. Wicked (vendég: Chino Moreno) – Ice Cube feldolgozás – 4:00
11. A.D.I.D.A.S. – 2:32
12. Lowrider – War feldolgozás – 0:58
13. Ass Itch – 3:39
14. Kill You – 8:37

- Kill You-nak 5:00-kor vége van. 2:37 csend után a Twist Acapella verziója hallható.

### Bónusz lemez
1. Chi (élő) – (Korn)
2. All Washed Up (élő) – (The Urge)
3. Hilikus – (Incubus)

### Promókazetta
Az album kiadás előtt az együttes összeállított egy promókazettát. Sok különbség van a számokban e kazetta és a végleges kiadás között. Például a Good God vége egybefolyik a Porno Creep elejével, vagy a 'ø' jel hiányzott a K@#ø% számból, vagy a Lowrider-t külön írták.

#### 1. oldal
1. Chi – 3:54
2. No Place To Hide – 3:31
3. Lost – 2:53
4. Good God – 3:22
5. Porno Creep – 2:01
6. K@#%! – 3:09
7. Mr. Rogers – 5:09
8. Twist – 0:49

#### 2. oldal
1. Swallow – 3:37
2. Wicked – 4:00
3. A.D.I.D.A.S. – 2:32
4. Low Rider – 0:58
5. Ass Itch – 3:39
6. Kill You – 8:38

- 14. szám tartalmazz a Twist Acapella című számot, amely 48:59:20-kor kezdődik.

## Érdekességek
- A Chi szám a Deftones együttes basszusgitárosáról van elnevezve, Chi Chengről.
- A Kill You-ban Jonathan Davis a mostohaanyja iránti gyűlöletét fejezi ki, a szám végén sírásközeli állapotban van, de nem úgy mint a Daddy-nél.

## Listás helyezések
| Év   | Lista             | Helyezés |
| ---- | ----------------- | -------- |
| 1996 | The Billboard 200 | 3        |

## Közreműködők
Korn:
- Jonathan Davis – ének, skót duda, gitár a Kill You-ban és a Mr. Rogers-ben
- Brian "Head" Welch – gitár, háttérénekes
- James "Munky" Shaffer – ritmusgitár
- Reginald "Fieldy" Arvizu – basszusgitár
- David Silveria – dobok

Egyéb:
- Chino Moreno – ének/rap a Wicked-ben
- Chuck Johnson – kolomp a Lowrider-ben, keverés
- Baby Nathan – háttérenekes az "A.D.I.D.A.S.-ban
- Sugar & Earl – vendégek Swallow-ban
- Ross Robinson – producer
- Tom Lord-Alge – keverés
- Richard Kaplan – keverés
- Rob Agnello – keveréssegéd
- Eddy Schreyer – 'mastering'
- Peter Katsis – producer (executive)
- Jeffrey Evan Kwatnetz – producer (executive)
- Scott Leberecht – design, borító, belső rajz illusztrációk
- Martin Riedl – fénykép
- Stephen Stickler – fénykép

## Külső hivatkozások
A Korn hivatalos honlapja